# Roseto degli Abruzzi
Roseto degli Abruzzi är en stad och kommun i provinsen Teramo i regionen Abruzzo, Italien. Kommunen hade 25 853 invånare (2018).